# هيدرونيوم

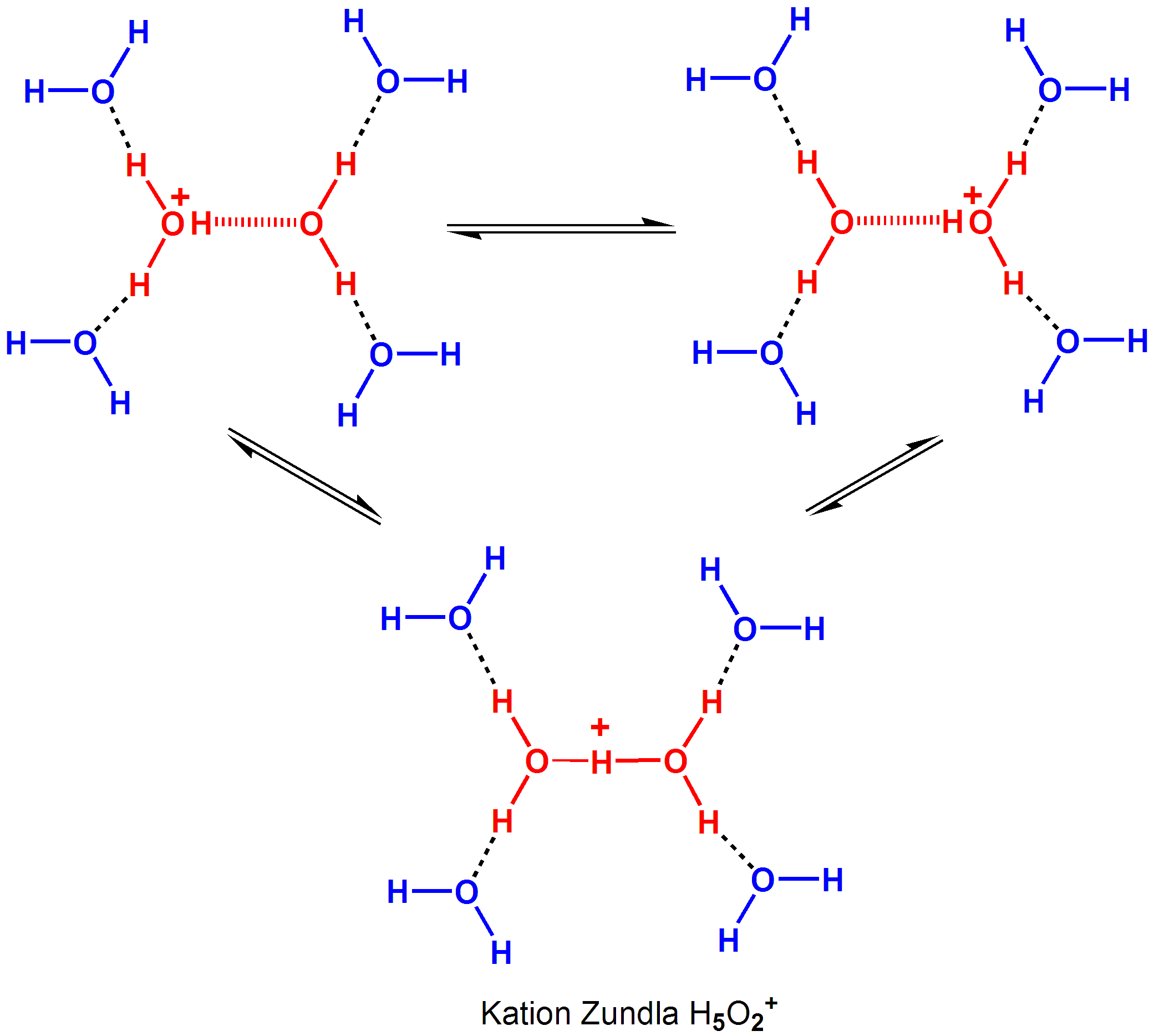
Kation Zundela

في الكيمياء أيون الهيدرونيوم +H3O هو الكاتيون المائي وله شحنة موجبة تأتي عن طريق ارتباط 1 بروتون ب جزيئ الماء. وهو موجود بكمية صغيرة في أي محلول يحتوي على الماء وينتج من تفاعل اثنين من جزيئات الماء، ولكنه يوجد بتركيزات عالية في محاليل الأحماض (حمضية). الهيدرونيوم Hydronium هو الاسم الشائع وكما أن هذا الأيون يعتبر أحد أنواع الأيونات المسماة أوكسونيوم oxonium.
اكتشف الهيدرونيوم أولا في الغازات . ولكن مسألته أكثر تعقيدا ويمكننا الاعتماد على تصورنا الموصوم أعلاه بصفة عامة . في السوائل نجد أن البروتون قد يرتبط ليس فقط بجزيئ واحد من الماء كما هو موصوف أعلاه، وإنما يمكنه الارتباط بعدة جزيئات مثل H5O2+و H7O3+ و H9O4+ ، وهو سلوك للبروتون يقترب أكثر من الحقيقة في المحاليل المائية.

## اقرأ أيضا
- نزع بروتون
- حمض الكربونيك
- بيكربونات
- كبريتات